# Dorothy Arzner
Dorothy Arzner (San Francisco, 3 gennaio 1897 – La Quinta, 1º ottobre 1979) è stata una regista, montatrice e sceneggiatrice statunitense.

## Biografia
Nata a San Francisco nel 1897, Dorothy Arzner crebbe a Los Angeles, dove suo padre era proprietario di un ristorante situato nei pressi di un teatrofrequentato dalle celebrità di Hollywood. Terminato il liceo, si iscrisse all'University of Southern California per studiare medicina. 
Durante la prima guerra mondiale, lasciati gli studi, lavorò all'estero come ausiliaria per il servizio ambulanze del corpo medico. Finita la guerra, ritornò all'università ma, dopo aver visitato uno studio cinematografico, decise di intraprendere la carriera di regista. Il suo primo lavoro in uno studio cinematografico fu quello di stenografa: venne infatti assunta nel 1919 con questa qualifica alla Famous Players-Lasky Corporation, (che dal 1927 assunse il nome di Paramount Pictures), ottenendo il lavoro attraverso William C. deMille, noto cineasta e commediografo. Ben presto la carriera della Arzner decollò: iniziò a scrivere sceneggiature per la Realart Productions, una consociata della Famous Players-Lasky Corporatione, dopo soli sei mesi di lavoro, venne promossa a montatrice, imparando il mestiere in breve tempo. Si occupò del taglio e montaggio di cinquantadue pellicole, e dopo il passaggio alla Paramount curò il montaggio di Sangue e arena, collaborando alla regia di alcune scene con Fred Niblo, ma senza essere accreditata.
Impressionato dalla sua tecnica, il regista James Cruze la utilizzò sia come sceneggiatrice che come montatrice per i suoi film. La qualità dei risultati ottenuti in oltre cinquanta pellicole per la Paramount, consentirono alla Arzner di passare alla regia. Dopo le sue minacce di passare alla concorrente Columbia Pictures, la Paramount cedette alle sue richieste e le affidò la regia di Fashions for Women (1927).
Nel 1936 entrò a far parte, prima donna nella storia, della Directors Guild of America.
Molto attenta alla tutela della propria privacy per tutta la sua carriera, ebbe una lunga relazione con Marion Morgan, coreografa e danzatrice con un proprio corpo di ballo, che collaborò in alcuni dei film diretti dalla Arzner. 
Nel 1943 abbandonò Hollywood in seguito ad alcuni conflitti con Louis B. Mayer e si dedicò a diverse attività, filmati formativi per il Women’s Army Corps, la produzione del programma radiofonico You Were Meant to Be a Star, lavorò in alcune produzioni teatrali, produsse una serie di spot commerciali per Pepsi Cola e insegnò tecnica cinematografica prima al Pasadena Playhouse e in seguito a UCLA. Tra i suoi allievi vi fu anche Francis Ford Coppola.

## Filmografia

### Regista
- Sangue e arena (Blood and Sand), regia di Fred Niblo - regista non accreditata (1922)
- Fashions for Women (1927)
- Ten Modern Commandments  (1927)
- Get Your Man (1927)
- Il filo di Arianna (Manhattan Cocktail)  (1928)
- L'allegra brigata (The Wild Party)   (1929)
- Behind the Make-Up - non accreditata (1930)
- Sarah and Son (1930)
- Paramount revue
- Anybody's Woman
- Galas de la Paramount (1930)
- Honor Among Lovers (1931)
- Working Girls (1931)
- Merrily We Go to Hell
- La falena d'argento  (Cristopher Strong) (1933)
- Nanà, co-regia di George Fitzmaurice (1934)
- La moglie di Craig (Craig's Wife) (1936)
- La fine della signora Cheyney (The Last of Mrs. Cheyney) - non accreditata (1937)
- La sposa vestiva di rosa (The Bride Wore Red) (1937)
- Balla, ragazza, balla (Dance, Girl, Dance), co-regia di, non accreditato, Roy Del Ruth (1940)
- Sacrificio supremo (First Comes Courage) (1943)

### Montatrice
- The Six Best Cellars, regia di Donald Crisp (1920)
- I pionieri (The Covered Wagon), regia di James Cruze (1923)

### Sceneggiatrice
- The No-Gun Man, regia di Harry Garson (1924) - soggetto e sceneggiatura
- Breed of the Border, regia di Harry Garson (1924)